# Georges Piot
Georges Piot (ur. 14 września 1896 w Paryżu, zm. 5 kwietnia 1980 w Créteil) – francuski wioślarz, dziennikarz i działacz sportowy, srebrny medalista olimpijski.
Wystąpił na igrzyskach olimpijskich w Paryżu w 1924, gdzie Francuzi w składzie: Maurice Bouton i Georges Piot zdobywali srebrny medal w dwójkach bez sternika. Walkę o złoto przegrali z Holendrami o 2,2 sekundy. Na rozgrywanych cztery lata później igrzyskach olimpijskich w Amsterdamie wystąpił w czwórkach ze sternikiem, jednak odpadł w eliminacjach. Został również zgłoszony do startu w dwójkach ze sternikiem i ósemkach, jednak ostatecznie nie wystąpił.
Po wybuchu I wojny światowej wstąpił do francuskiej armii. W 1916 służył w stopniu sierżanta. Zdemobilizowany we wrześniu 1919 roku. W 1930 awansowany na starszego sierżanta rezerwy.
Był działaczem sportowym, działał w strukturach klubowych i opracował program szkolenia przyszłych wioślarzy, był także prezydentem Paryskiego Związku Wioślarskiego. W latach 1934-1939 regularnie pisywał dla paryskiego dziennika Le Journal. Pisał też między innymi dla dzienników Le Figaro i Excelsior. W trakcie II wojny światowej służył we francuskiej armii do listopada 1940. Odznaczony Krzyżem Wojennym z brązową gwiazdą.